# Полимерная улица
Полиме́рная у́лица — улица, расположенная в Восточном административном округе города Москвы на территории района Новогиреево.

## История
Современное название улица получила в 1960 году, до этого она называлась Рабочей.

## Расположение
Полимерная улица начинается как продолжение Кусковской улицы и идёт на северо-восток. Расположена между Перовской и Мартеновской улицами, пересекается с улицами Новотетёрки и Новогиреевской.

## Транспорт
На улице есть одна остановка — «Полимерная ул. — Объединение „Узоры“». Через неё проходят автобусные маршруты № 7, 36, 254, 620.

### Метро
- Станция метро «Перово» Калининской линии — в 1,3 км на северо-запад.
- Станция метро «Новогиреево» Калининской линии — в 2 км на северо-восток.

### Железнодорожный транспорт
- Станция «Кусково» МЦД-4 и Горьковского направления МЖД — в 1 км на юг.